# 手形引受書類渡し
手形引受書類渡し（D/A; Documents against Acceptance）とは、荷為替手形を利用した貿易決済方法のひとつである。輸入者が銀行に対して荷為替手形の支払いを引き受けることにより、船積書類を入手し、貨物を受け取ることができるという方法。
D/A xx days after sight, D/A xx days after B/L date, D/A xx days after the arrival of the goodsなどの表示がある。
D/A決済は、銀行による保証がないことから、信用状取引に比べてリスクを伴う。このため、D/A決済は、現地子会社など信用に問題のない相手と行うか、貿易保険（輸出手形保険）を付保するなどの措置をとる。